# Penya-segats blancs a Rügen
Penya-segats blancs a Rügen (en alemany, Kreidefelsen auf Rügen) és un quadre de 1818 del pintor romàntic alemany Caspar David Friedrich. Es tracta d'un oli sobre tela que mesura 90,5 centímetres d'alçada per 71 centímetres d'amplada. Actualment es conserva en la Fundació Oskar Reinhart de Winterthur (Suïssa).

## Anàlisi

### Gènere
Aquesta obra d'art està creada tenint en compte les convencions tant romàntiques com del paisatge. En aquest sentit, no es diferencia d'altres obres de Friedrich; semblava sentir-se bastant atret amb la idea de veure i experimentar la naturalesa amb colors 
aïllats i meravellosos: a la vora del mar o de llacs, en el cim de les muntanyes, o a la part alta d'una cascada.

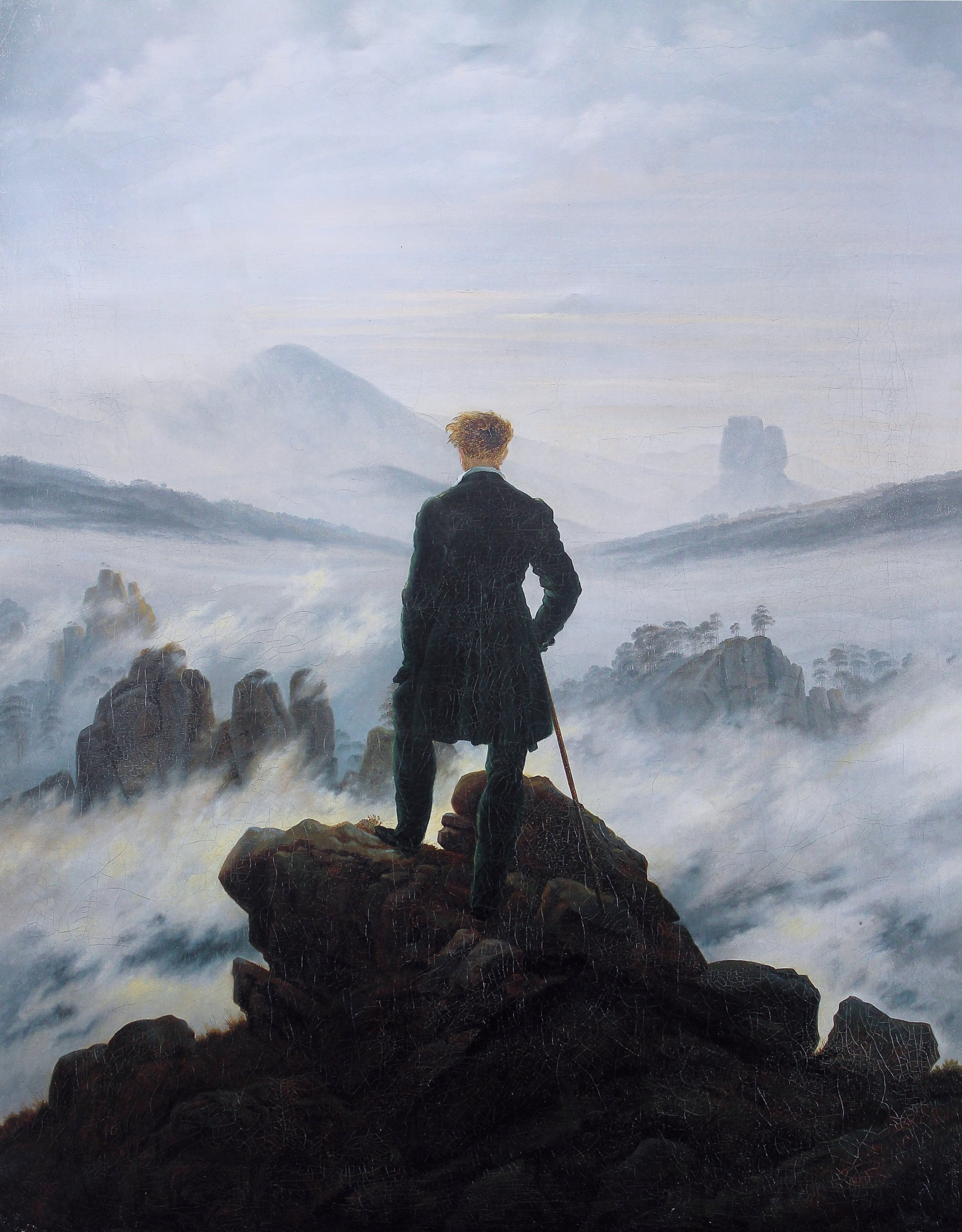
Caminant damunt un mar de boira, 1818.

L'interès de Friedrich per la naturalesa queda clarament en evidència en altres de les seves obres, com Caminant damunt un mar de boira pintat, com els Penya-segats blancs a Rügen, durant l'any del seu viatge de noces a Rügen i Winterthur. Els quadres d'aquesta època evoquen la contemplació i la interrogació.
Per a Friedrich, el paisatge no era un gènere menor, ni es limitava a copiar el que veia, sinó que ho elaborava. Així, en aquest quadre recompon els penya-segats blancs perquè responguin a les seves idees pictòriques. D'una banda, li servia per transmetre la seva idea política de l'alemany, buscant en el passat models per construir una Alemanya millor; per un altre, profundament religiós, considerava que Déu es manifestava a través de la naturalesa, i mostrava la seva presència en els paisatges.

### Descripció
Carl Gustav Carus, metge i teòric de l'art, amic de Friedrich, va visitar la costa del mar Bàltica en 1818, i va anotar les seves impressions, entre d'altres, sobre el panorama que es veu des de l'alt dels penya-segats: 
| « | «En caure la tarda, vam començar a seguir el sender al costat del riu cobert de fullatge, escoltant, de lluny, el bram de la mar que es barrejava amb el vent enredant entre les fulles. Tot d'una es va obrir un clar en el bosc i ens trobem a la part alta dels abruptes penya-segats blancs del Parc Nacional de Jasmund. Les joves hagis vermelles despleguen les seves llargues branques penjant sobre el rompent de la mar i el blavós mirall gris del Bàltic s'estén fins a les primes línies de l'horitzó ». | » |

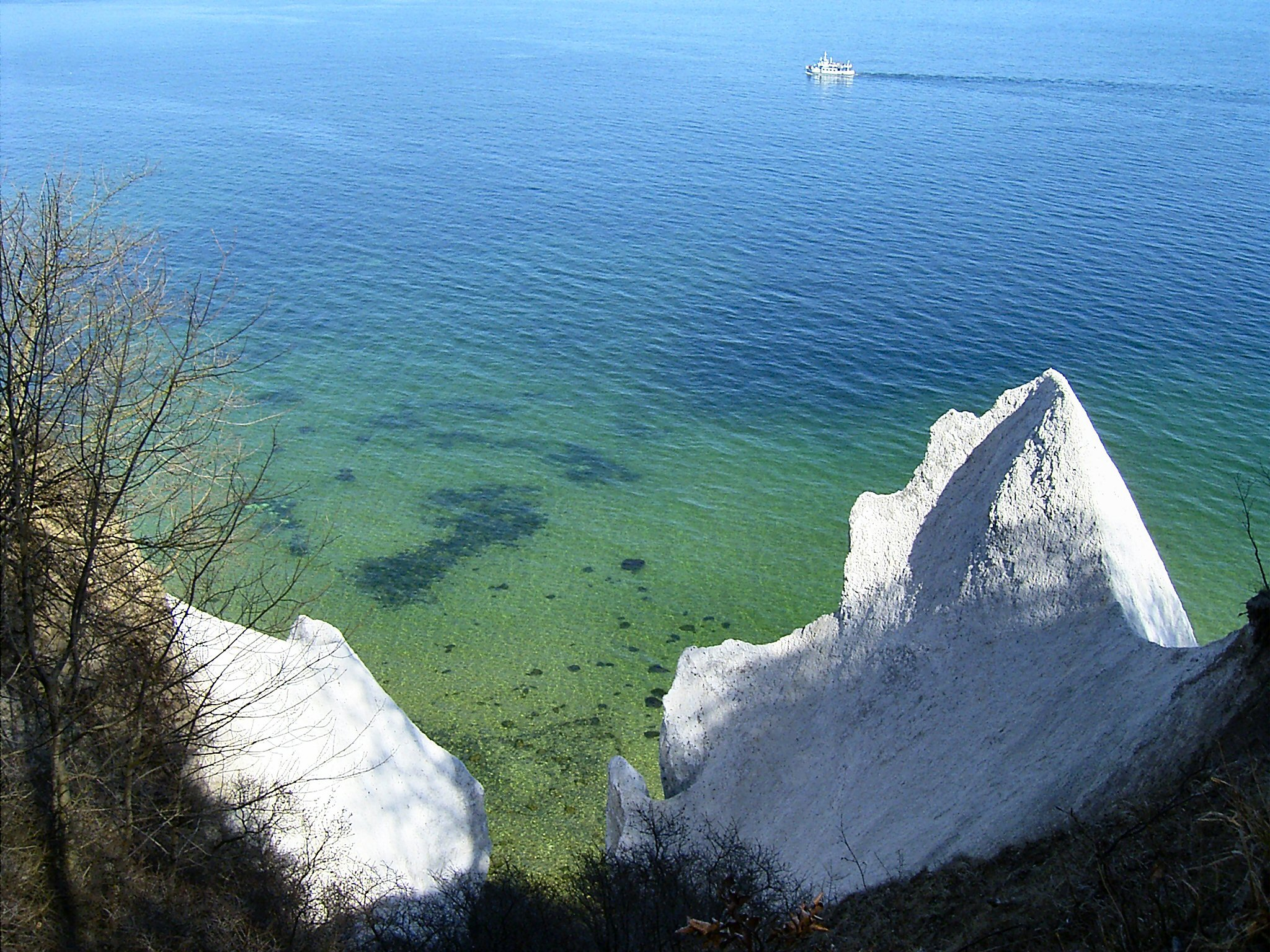
Wissower Klinken.

Aquest és el panorama que es considera reflectit en aquest quadre. En el primer terme de la pintura apareix un prat, on hi ha tres personatges. A la dreta, hi ha un home en peus, que té una actitud calmada i mira cap al mar. També ho fa la dona que es troba asseguda a l'esquerra, la qual té un cap inusualment petit. Al mig, un altre home, agenollat en el sòl, mira per sobre de la vora d'un vast i alt penya-segat que porta a l'oceà infinit.
Dos arbres clarament recognoscibles formen un marc per a l'escena. L'arbre de la dreta és més gran que el de l'esquerra. Mitjançant una abrupta transició, es passa a les roques cretàciques del penya-segat. Es veuen les afilades puntes de creta blanca.
I en el fons, l'ampli mar obert que s'estén pacíficament fins a l'horitzó.
Tradicionalment s'ha considerat que representa als Wissower Klinken, una formació de creta a l'illa de Rügen, de la qual rep el seu nom el quadre. Aquesta existia ja en temps de Friedrich, encara que el seu aspecte actual només és el resultat de l'erosió posterior. Sobre la localització i el punt de vista del pintor, les opinions difereixen. És possible que Friedrich barregés vistes de col·legues amb dibuixos propis.

### Identitat dels personatges
Quan es va casar, Friedrich vivia a Dresden i va viatjar amb la seva esposa a la seva ciutat natal, Greifswald, ensenyant-li així mateix l'illa de Rügen.
Zurzeit ha vist en aquesta obra un quadre de noces. Suggereix que els arbres i l'herba formen un cor, que emmarca l'escena. La dona vestida de vermell seria llavors la jove esposa de Friedrich, Caroline. Friedrich s'estaria autoretratant, al mateix temps, com l'home jove i l'home vell, tenia 45 anys quan es va casar.
Una altra interpretació al·ludeix al fet que Friedrich s'identificaria només amb el viatger de la dreta, que mira a l'horitzó, i no amb la parella burgesa que observa un detall del precipici o busca un objecte perdut, comportant-se amb cert ridícul.
S'ha suggerit igualment que, sent Friedrich un dels homes, l'altre podria ser el seu germà Christian, que va acompanyar amb la seva dona als jovençans; o bé el doctor Carus, l'amic de Friedrich. No obstant això, atès que Friedrich, com en la major part de les seves obres, pinta als personatges d'esquena, sense que se'ls vegi el rostre, ha de concloure's que no pretenia representar personatges concrets, sinó que els personatges servirien com a element amb el qual l'espectador podria identificar-se i que li conviden a mirar el mateix paisatge que ells contemplen.

## Simbolisme
Com els altres quadres de Caspar David Friedrich, no és un mer paisatge, sinó que té un contingut simbòlic que al·ludeix tant a les idees polítiques de Friedrich sobre Alemanya com a consideracions religioses.
Els tres personatges representats estan vists d'esquena, i miren a un paisatge romàntic. Les figures tornades d'esquena en les quals sovint es pot reconèixer a Friedrich, adopten una posició central en les seves pintures a l'oli a partir de 1807. Així es veu en la ja esmentada Caminante sobre un mar de núvols. La figura d'esquena, que està en peus com un monument sobre un lloc elevat, atreu a l'espectador a l'interior de la pintura.
El quadre apareix en una primera impressió com a romàntica, pacífica i molt serena. Els quadres de Friedrich sempre insisteixen en la calma i la llunyania, transmetent la sensació de pau i assossec general. El quadre i l'acció es representen a través de colors agradables, mentre que la naturalesa es representa de manera bella.
En aquesta obra, Friedrich exposa la seva visió del món i demostra amb quina curiositat va buscar paisatges fins llavors inèdits en la història de la pintura. El primer terme seria el món corpori, mentre que l'immens mar seria el món del pensament i de l'esperit, símbol de l'infinit. Els vaixells exemplificarien que aquesta és l'esfera en la qual se superen les limitacions de l'existència terrena.
Al mateix temps, expressava les idees polítiques de l'autor sobre l'alemany, com pot veure's en la vestimenta dels personatges. La dona porta un vestit vermell, tancat pel coll, amb màniga llarga i subjecte sota el pit per caure després fins als peus. És un vestit que recorda a l'estil Imperi, popular en la França revolucionària en estar cenyit per sota del pit i solt fins als peus. No obstant això, a diferència de la moda francesa, no té ampli escot ni teixits transparents, ja que es consideraria impropi per una burgesa alemanya. Com en altres quadres de Friedrich, recorda a la moda gòtica, ja que es pensava que el Gòtic era un estil germànic i d'aquesta manera s'al·ludeix al passat alemany.

Pel que es refereix al vestit masculí alemany, cal recordar la descripció que va donar Ernst Moritz Arndt en 1814: 
| « | Els homes havien de portar una levita cordada fins dalt i un ample coll per sobre, els cabells podien portar llargs, però s'havien de portar coberts amb un bonet. | » |

Aquest antic vestit alemany va començar a aparèixer en els quadres de Friedrich a partir de 1815. Tenia en aquells dies un sentit polític nacionalista, després de les guerres napoleòniques. És aquesta la raó per la qual els ministres dels prínceps alemanys, reunits en Karlsbad en 1819, van prohibir el seu ús.